# Santa Anna (Teksas)
Santa Anna je naseljeno mjesto za statističke potrebe u američkoj saveznoj državi Teksas. Prema popisu stanovništva iz 2010. u njemu je živjelo 13 stanovnika.